# Ferrari FXX
Ferrari FXX é o modelo de carro atualmente mais veloz da marca Ferrari. Sendo o segundo carro que acelera de 0 - 100 km/h em menos tempo, a FXX é superada apenas pelo Bugatti Veyron.
Foram produzidas cerca de 30 unidades em 2005, e que foram vendidas a clientes altamente selecionados, que de brinde ganharam lugar em programas de testes e desenvolvimento com participação de Michael Schumacher antes de assinar seu retorno a F1 pela Mercedes e Luca Badoer junto com Felipe Massa. A FXX tem 800 cv de potência e é baseada na Enzo, porém diferente dela não é permitida de andar legalmente em ruas, sendo assim, só utilizada em circuitos fechados.
Em 2007 a Ferrari fez algumas alterações no carro, chamando a nova versão de FXX Evoluzione, o novo modelo contou com um acréscimo de 60 cavalos de potência em seu motor 6.3L V12 ficando com um total de 860 cavalos, além disso o modelo Ferrari FXX Evoluzione conta com Rodas aro 19” com pneus especiais e freios de cerâmica.
O Modelo bateu o recorde de tempo na pista de testes do programa de televisão inglês Top Gear, recorde que era do carro Apollo Gumpert com o tempo de 1 minuto 17,1 segundos. A Ferrari FXX bateu o recorde anterior facilmente com uma volta de 1 minuto 10,7 segundos. Mais tarde o recorde foi revogado pois pela regra do programa não é permitida a utilização de pneus slicks.

## Especificações (Ferrari FXX)
- Motor: 6.3 L V12 Longitudinal, motor traseiro, de 65 graus, naturalmente aspirado
- Válvulas: DOHC , 4 válvulas por cilindro com sincronismo continuamente variável
- Sistema de combustível: Bosch Motronic ME7 injeção sequencial eletrônico
- Potência máxima: 800 cv a 8500 rpm
- Torque máximo: 686 nm a 5750 rpm
- Potência Específica: 128 cv por litro
- Aceleração de 0-100 km/h: 2.9s
- Rodas dianteiras: 483 mm x 229 mm
- Rodas traseiras: 483 mm x 330 mm
- Distância entre eixos: 2.650 mm
- Retrovisor é fornecida por uma câmera de vídeo montadas no teto exibido em uma tela pequena.
- Velocidade Máxima: 345 km/h